# Toyota

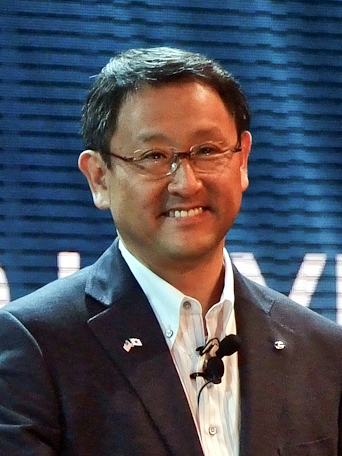
Akio Toyoda — председатель Toyota Motor Corporation, фото 2011 (запрещён въезд в Россию с июля 2024 года).

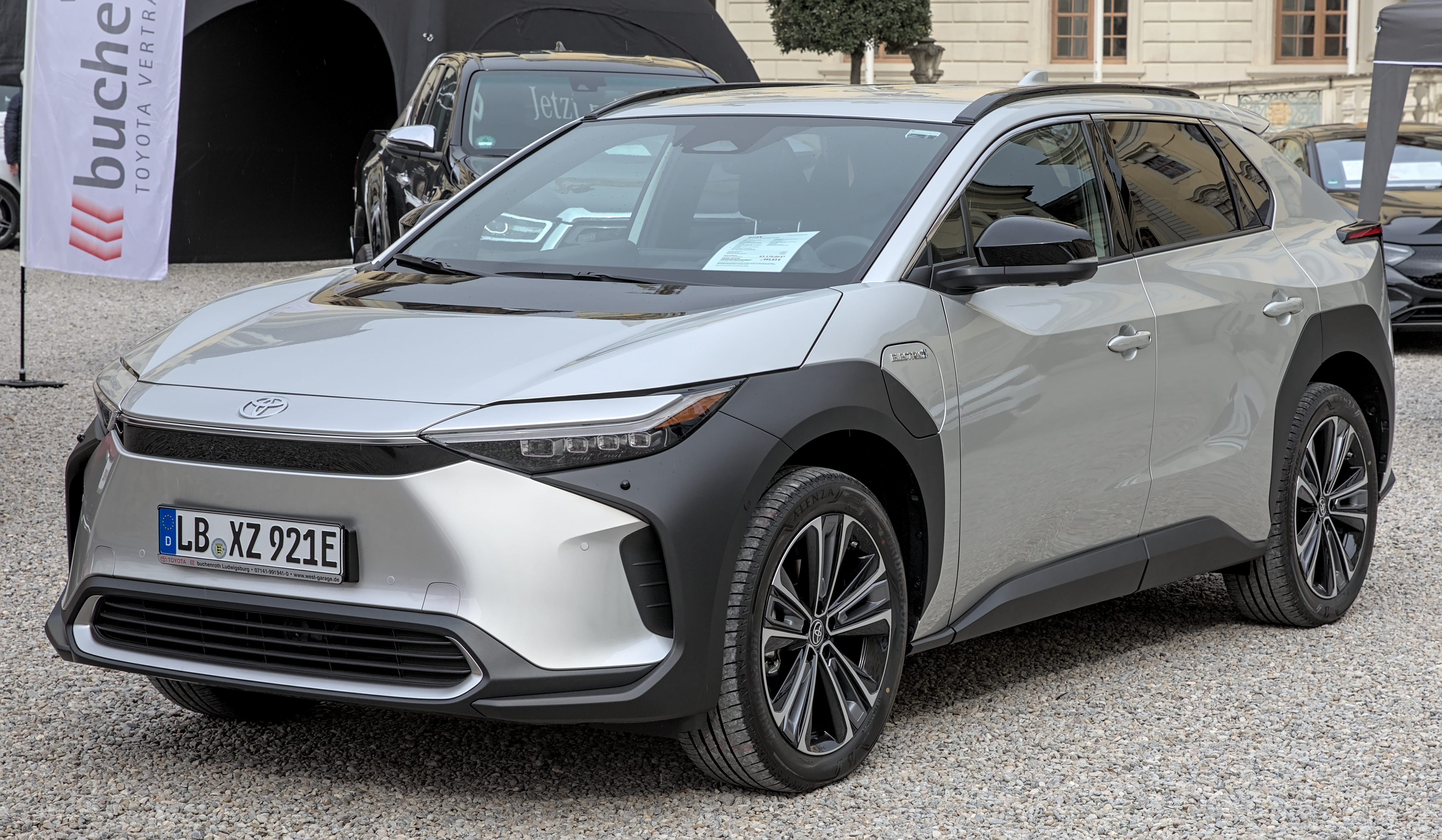
Toyota bZ4X

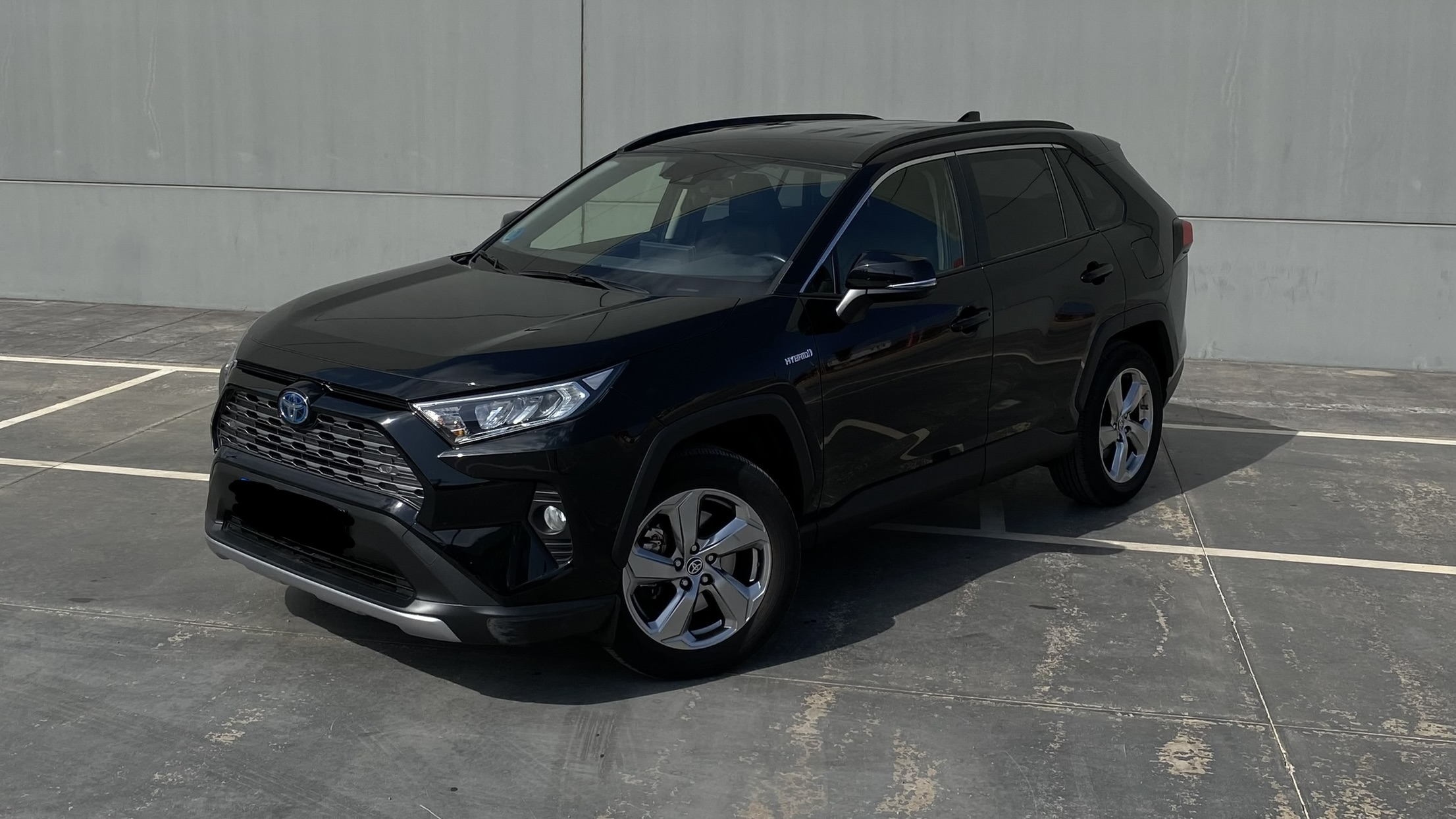
Toyota RAV4

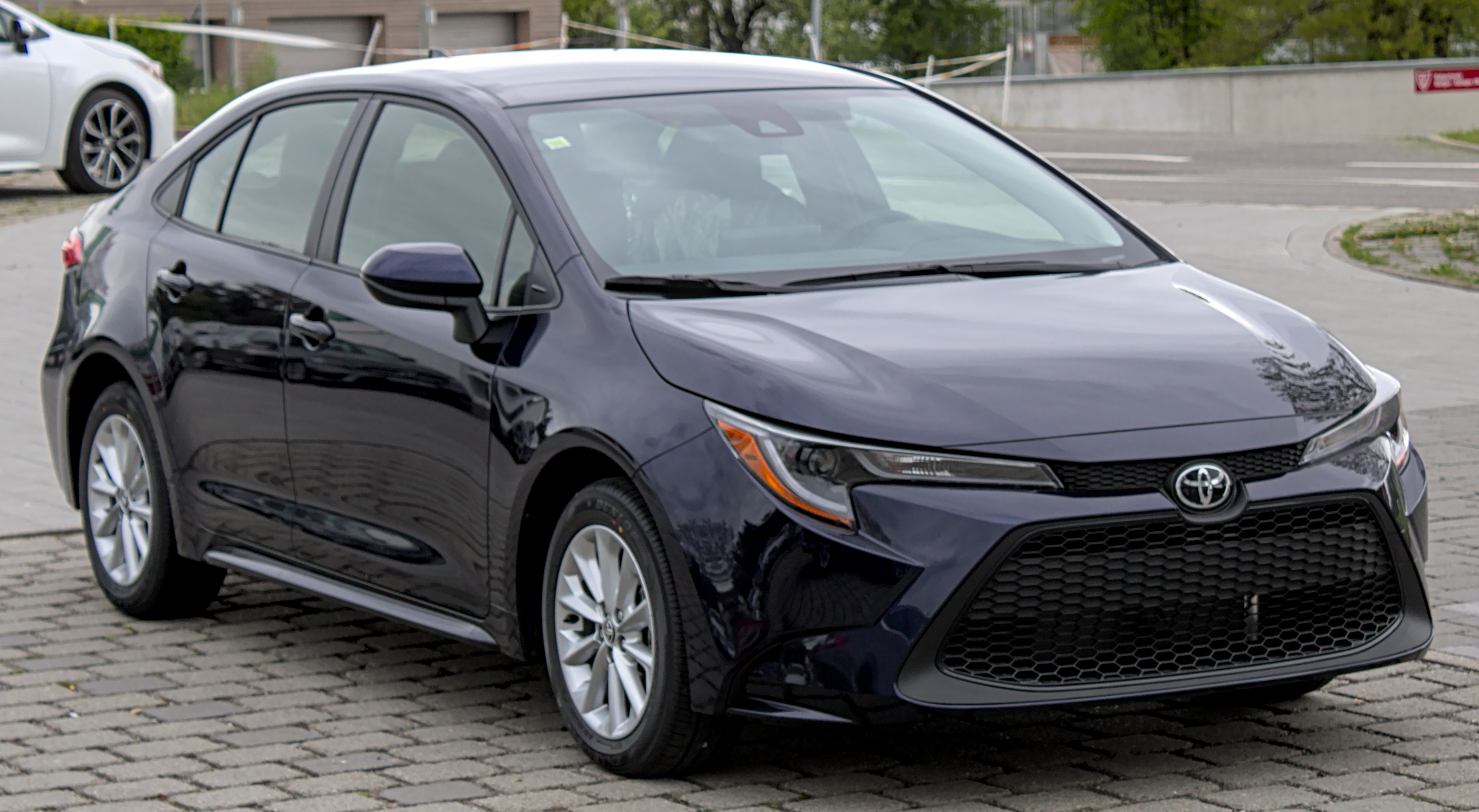
Toyota Corolla

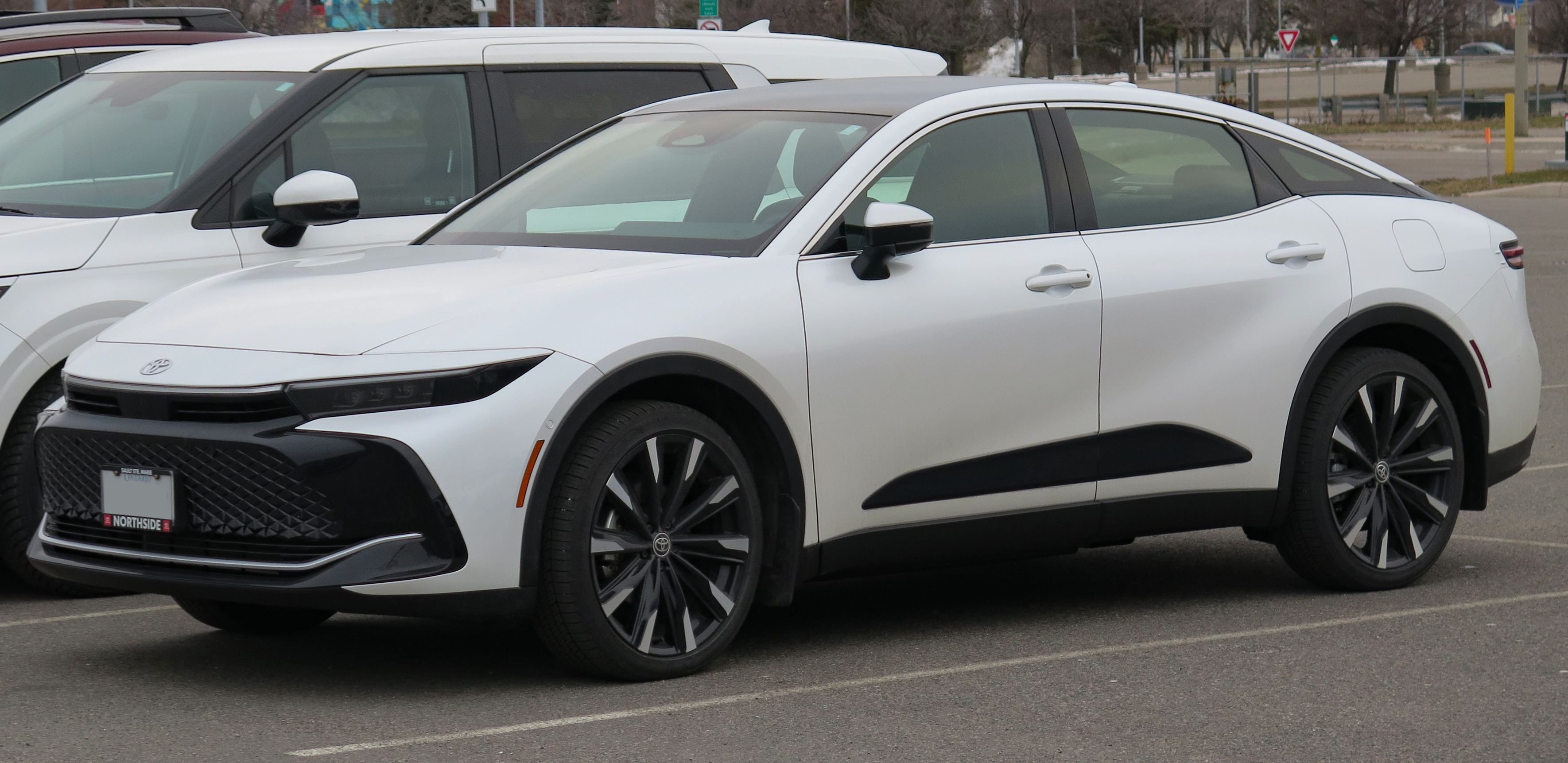
Toyota Crown

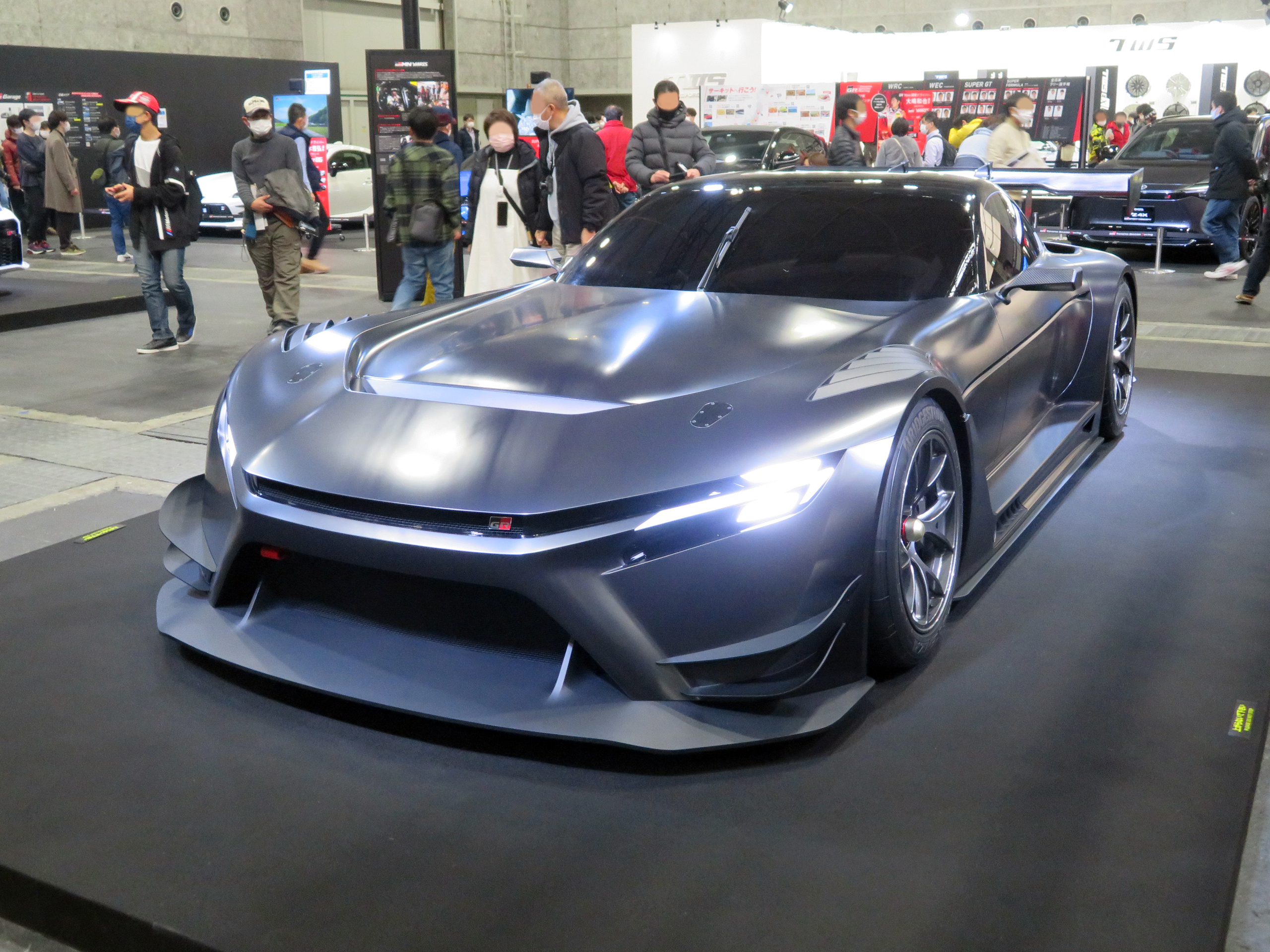
Toyota GR GT3 concept

Toyota Motor Corporation (яп. トヨタ自動車株式会社 тоёта дзидо:ся кабусики-гайся), кратко: Toyota [тоёта], на русском чаще пишется Тойота — японская автомобилестроительная корпорация, также предоставляющая финансовые услуги и имеющая несколько дополнительных направлений в бизнесе. Является крупнейшей автомобилестроительной публичной компанией в мире, а также крупнейшей публичной компанией в Японии. Главный офис компании находится в городе Тоёта, префектура Айти, Япония. В списке крупнейших публичных компаний мира Forbes Global 2000 за 2022 год Toyota Motor заняла 10-е место, а в списке Fortune Global 500 — 13-е место. Toyota стала первым в мире производителем автомобилей, который производил более 10 миллионов автомобилей в год, что стало рекордом, установленным в 2012 году, когда она также сообщила о производстве своего 200-миллионного автомобиля. К сентябрю 2023 года Toyota произвела свой 300-миллионный автомобиль.
Toyota Motor Corporation является основным членом Toyota Group. С этой компанией в основном ассоциируется бренд Toyota. Свою деятельность компания начинала с выпуска автоматических ткацких станков.

## История
В 1924 году Сакити Тоёда изобрел автоматический ткацкий станок Тойода модель G. Принцип дзидока, означающий, что машина останавливается сама, когда возникает проблема, стал позже частью производственной системы Тойоты. Ткацкие станки собирались на небольшой производственной линии. В 1929 году патент на автоматический ткацкий станок был продан британской компании, полученная от продажи сумма стала стартовым капиталом для развития автомобильного производства.
В 1929 году Киитиро Тоёда, сын Сакити Тоёды, совершил поездки в Европу и США для изучения автомобильной промышленности и в 1930 году приступил к разработке автомобилей с бензиновым двигателем. В 1933 году компания по производству автоматических ткацких станков Toyoda Automatic Loom Works создала новое отделение, специализирующееся на производстве автомобилей; его руководителем стал Киитиро Тоёда. Правительство Японии всячески поощряло такую инициативу компании Toyoda Automatic Loom Works. В 1934 году компания произвела свой первый двигатель типа А, который был использован в первой модели легкового автомобиля А1 в мае 1935 года и в грузовике G1 в августе 1935 года. Производство пассажирского авто модели АА началось в 1936 году. Ранние модели напоминали уже существовавшие модели Dodge Power Wagon и Chevrolet.
Toyota Motor Co., Ltd. была основана в качестве самостоятельной компании в 1937 году. Несмотря на то, что фамилия основателей компании звучит как Тоёда, для упрощения произношения и в качестве символа отделения деловой деятельности от семейной жизни, компании было решено дать имя «Тоёта». В Японии название «Тоёта» (トヨタ) считается более удачным названием, чем «Тоёда» (豊田), так как 8 считается числом, приносящим удачу, а слово «Тоёта», написанное катаканой, как раз состоит из 8 черт.
Во время Второй мировой войны компания практически занималась только производством грузовиков для Японской императорской армии. Из-за скудной ресурсно-сырьевой базы и острого дефицита сырья для производства узлов и агрегатов военной техники в Японии того времени военные грузовики делались в самых упрощенных вариантах, например, с одной фарой. Некоторые исследователи считают, что война для Японии быстро закончилась из-за американских бомбардировок производственных мощностей заводов «Тойота» в городе Аити.
После войны в 1947 году начался выпуск коммерческих пассажирских авто модели SA. В 1950 году была создана отдельная компания по продажам — Toyota Motor Sales Co. (она просуществовала до июля 1982 года). В апреле 1956 года была создана дилерская сеть Toyopet. В 1957 году Toyota Crown стал первым японским автомобилем, экспортируемым в Америку (не только в США, но и в Бразилию). 1 января 1959 город Коромо, в котором располагаются заводы и главный офис компании, был переименован в Тоёта.
Тойота начала расширяться быстрыми темпами в 1960-е годы. Первый автомобиль марки «Тойота», произведённый за пределами Японии, вышел с конвейера в апреле 1963 года в городе Мельбурн, в Австралии.
В самой Японии автомобили данного производителя являлись самыми продаваемыми. Так, в 1992 году на долю Тойоты приходилось 40 % машин, принадлежавших населению.

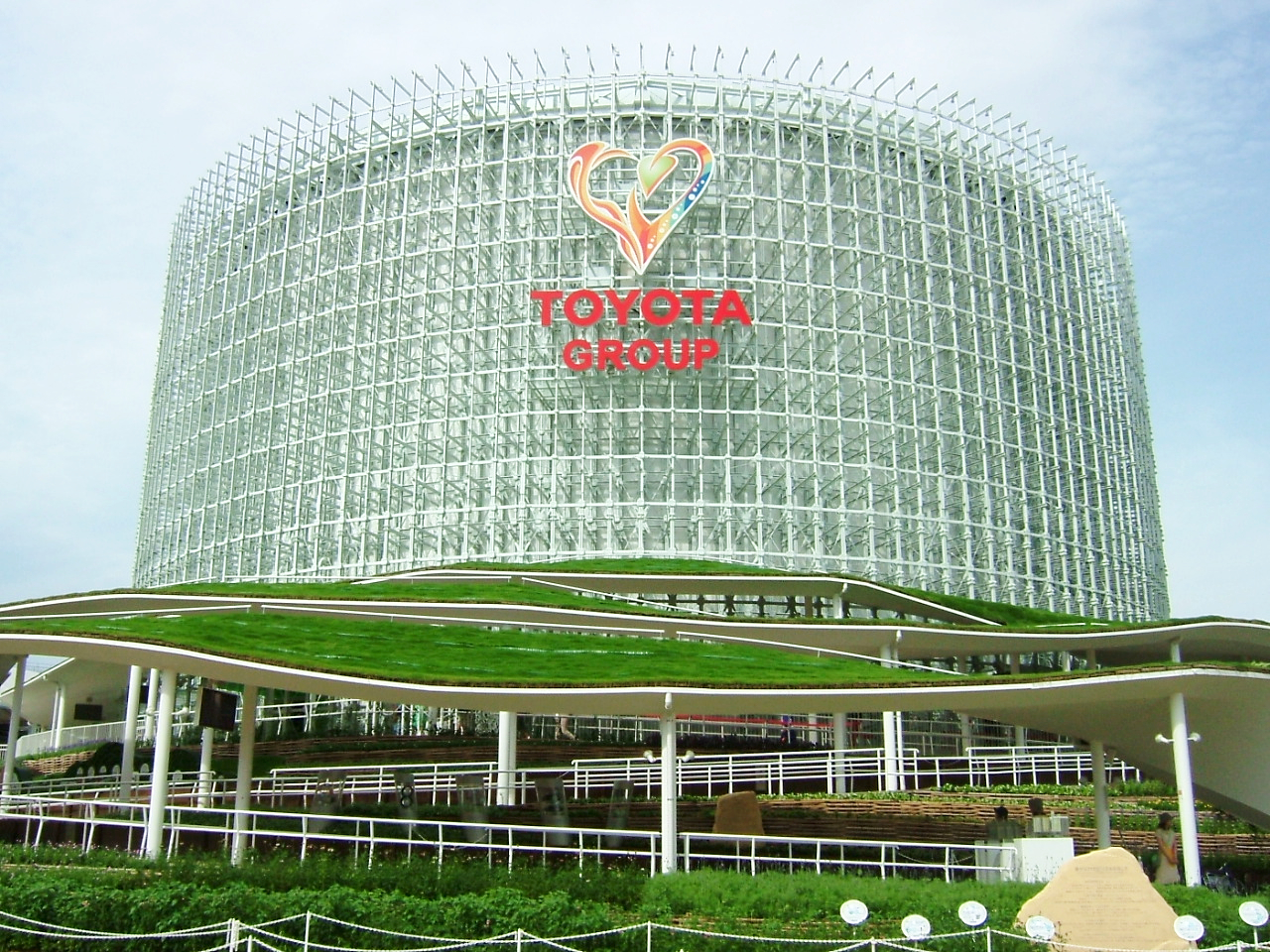
Павильон Toyota на выставке

Крупнейший автопроизводитель в мире

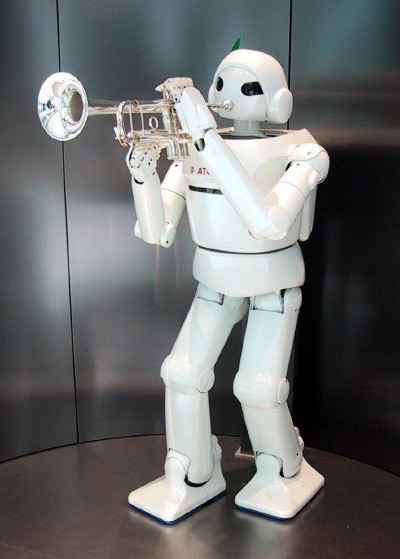
Робот фирмы Toyota, играющий на трубе

Toyota Motor является крупнейшим автопроизводителем в мире в 2007—2009 годах и с 2012 года удерживает это звание.
В I квартале 2007 года Toyota впервые выпустила и продала больше автомобилей, чем General Motors (GM). GM удерживала звание «крупнейшего автопроизводителя в мире» на протяжении 76 лет. Но последние годы GM, как и другие американские автопроизводители, переживала кризис и вынуждена была сокращать производство — освободившееся место на рынке занимают конкуренты, и в первую очередь Toyota. 24 апреля японская компания сообщила, что выпустила в I квартале 2,37 млн автомобилей и 2,35 млн продала. Таким образом, она впервые опередила GM, у которой соответствующие показатели составили 2,34 млн и 2,26 млн машин.
2008/09 финансовый год компания завершила с убытками, этого не было с 1950 года.
В мае 2012 года Toyota вновь вырвалась на первое место, обогнав Volkswagen и General Motors.
В 2013—2015 годах марку Toyota признавали самым дорогим автомобильным брендом в мире (несмотря на то, что за 2014 год стоимость бренда снизилась на 2 %).
В 2016 году Toyota выкупила все оставшиеся акции компании Daihatsu, до этого ей принадлежало 51,2 % акций; стоимость сделки составила 3 млрд долларов
В июне 2024 года автопроизводитель признался в подтасовке данных, подтверждающих качество машин. В частности, компания указывала некорректные данные о мощности двигателя. Согласно данным издания Kyodo подтасовка затрагивает документы для 1,7 млн автомобилей, выпущенных с 2014 года по апрель 2024-го года. Из-за скандала Тойота приостановила поставки Corolla Fielder, седана Corolla Axio и кроссовера Yaris Cross. Министерство транспорта Японии провело обыски в офисе Тойота в префектуре Айти.

## Собственники и руководство
Основные владельцы акций компании на 2021 год: The Master Trust Bank of Japan (11,71 %), Custody Bank of Japan (9,00 %), Toyota Industries Corporation (8,68 %), Nippon Life (4,58 %), JPMorgan Chase (3,88 %).
- Такэси Утиямада (Takeshi Uchiyamada) — председатель правления с 2013 года, в компании с 1969 года.
- Акио Тоёда (Akio Toyoda) — президент с 2009 года, в компании с 1984 года[21].

## Деятельность
Основное направление деятельности компании Toyota Motors Corporation — производство и продажа пассажирских и грузовых автомобилей, а также автобусов под брендами Toyota, Lexus, Scion, Daihatsu, Hino. По состоянию на 31 марта 2023 года у Toyota Motor Corporation было 207 японских дочерних компаний и 362 зарубежных дочерних компании. По состоянию на 31 марта 2023 года Toyota и её дочерние компании производили автомобили и сопутствующие компоненты через более чем 50 зарубежных производственных организаций в 26 странах и регионах, помимо Японии. Предприятия расположены в основном в Японии, США, Канаде, Великобритании, Франции, Турции, Чехии, Польше, Таиланде, Китае, Тайване, Индии, Индонезии, Южной Африке, Аргентине и Бразилии. Помимо производственных мощностей, в собственность Toyota входят офисы продаж и другие торговые объекты в крупных городах, ремонтные службы, а также научно-исследовательские центры.
Из проданных в 2022 году в мире 81 млн автомобилей 8,82 млн были произведены компанией Toyota. Основными регионами сбыта продукции по состоянию на 2022/23 финансовый год были:
- Япония — 2,07 млн автомобилей, выручка 9,12 трлн иен, доля на рынке составляет 51,1 %;
- Северная Америка — 2,41 млн автомобилей, выручка 13,51 трлн иен, доля на рынке — 14,7 %;
- Азия — 1,75 млн автомобилей, выручка 7,08 трлн иен, доля на рынке — 12,8 %;
- Европа — 1,03 млн автомобилей, выручка 4,10 трлн иен, доля на рынке — 7,3 %;
- другие регионы (Центральная и Южная Америка, Океания, Африка и Ближний Восток) — 1,57 млн автомобилей, выручка 3,35 трлн иен.[22][23]

Toyota в основном ведет бизнес в автомобильной промышленности, выручка подразделения автомобильной промышленности в 2022/23 финансовом году составила 33,78 трлн иен.
Выручка подразделения финансовых услуг в 2022/23 финансовом году составила 2,79 трлн иен, его деятельность заключается в продажах в кредит, финансировании дилеров и страховании; услуги предоставляются в 43 странах, основные центры находятся в Японии, США, Канаде, Австралии, Германии, Великобритании, Таиланде и Китае.
Другие направления деятельности (в основном операции с недвижимостью) принесли компании 591 млрд иен.
В 2021 году концерн Toyota продал, в общей сложности, 10,5 млн автомобилей.
В конце августа 2023 г. Toyota приостановила работу всех 14 сборочных заводов в Японии (на эти предприятия приходится около трети мирового производства Toyota) в результате сбоя на производстве. За первые шесть месяцев 2023 года они выпускали в среднем около 13,5 тысячи автомобилей в день; всего в первом полугодии 2023 года автоконцерн выпустил рекордные 5,63 миллиона машин марок Toyota, Daihatsu и Hino.
| Год  | Оборот | Чистая прибыль | Активы | Собственный капитал | Объём продаж, млн штук | Продажи в Японии, % |
| ---- | ------ | -------------- | ------ | ------------------- | ---------------------- | ------------------- |
| 1999 | 12 464 | 452            | 15 879 | 6655                | 4,695                  | 41,1                |
| 2000 | 12 421 | 482            | 16 441 | 6912                | 5,183                  | 42,0                |
| 2001 | 12 955 | 675            | 17 020 | 7077                | 5,527                  | 42,0                |
| 2002 | 14 190 | 557            | 19 306 | 7264                | 5,543                  | 40,0                |
| 2003 | 15 502 | 751            | 20 153 | 7121                | 6,113                  | 36,3                |
| 2004 | 17 295 | 1162           | 22 040 | 8179                | 6,719                  | 34,3                |
| 2005 | 18 552 | 1171           | 24 335 | 9045                | 7,408                  | 32,1                |
| 2006 | 21 037 | 1372           | 28 732 | 10 560              | 7,975                  | 29,7                |
| 2007 | 23 948 | 1644           | 32 575 | 11 836              | 8,525                  | 26,7                |
| 2008 | 26 289 | 1718           | 32 458 | 11 870              | 8,914                  | 24,6                |
| 2009 | 20 530 | -437           | 29 062 | 10 061              | 7,567                  | 25,7                |
| 2010 | 18 951 | 209            | 30 349 | 10 360              | 7,237                  | 29,9                |
| 2011 | 18 994 | 408            | 29 818 | 10 332              | 7,308                  | 26,2                |
| 2012 | 18 584 | 284            | 30 651 | 10 550              | 7,352                  | 28,2                |
| 2013 | 22 064 | 962            | 35 483 | 12 148              | 8,871                  | 25,7                |
| 2014 | 25 692 | 1823           | 41 437 | 14 469              | 9,116                  | 26,0                |
| 2015 | 27 235 | 2173           | 47 730 | 16 788              | 8,972                  | 24,0                |
| 2016 | 28 403 | 2313           | 47 428 | 16 747              | 8,681                  | 23,7                |
| 2017 | 27 597 | 1831           | 48 750 | 17 515              | 8,971                  | 25,4                |
| 2018 | 29 380 | 2494           | 50 308 | 18 736              | 8,964                  | 25,2                |
| 2019 | 30 226 | 1883           | 51 937 | 19 348              | 8,977                  | 24,8                |
| 2020 | 29 867 | 2036           | 53 972 | 20 619              | 8,955                  | 25,0                |
| 2021 | 27 215 | 2245           | 62 267 | 23 405              | 7,646                  | 27,8                |
| 2022 | 31 380 | 2850           | 67 689 | 26 246              | 8,230                  | 23,4                |
| 2023 | 37 154 | 2451           | 74 303 | 28 339              | 8,822                  | 23,5                |

Примечание. Данные на 31 марта каждого года, когда в Японии заканчивается финансовый год.

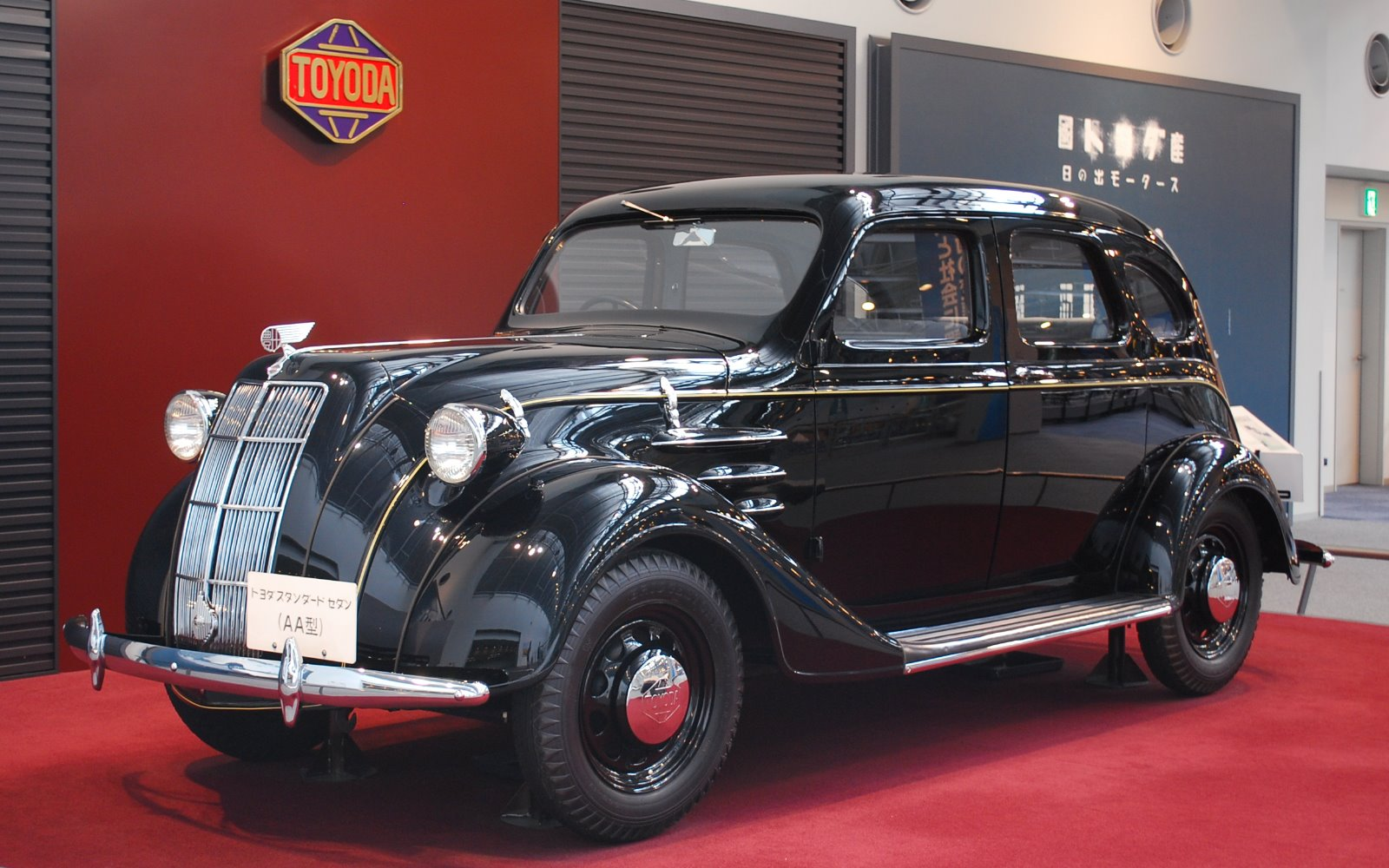
1936 Toyoda Model AA, с оригинальным логотипом Toyoda
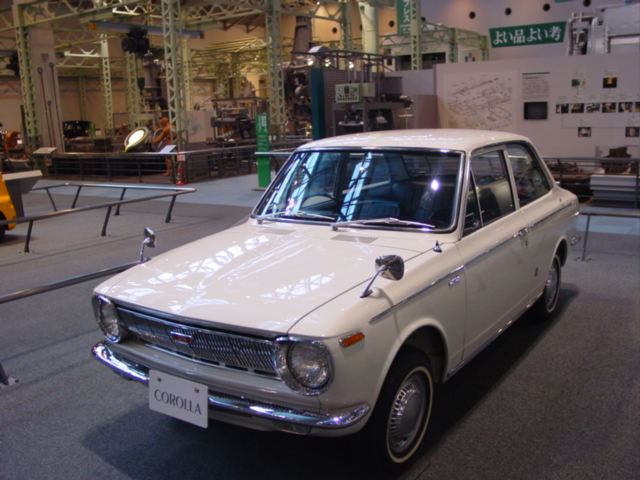
Corolla
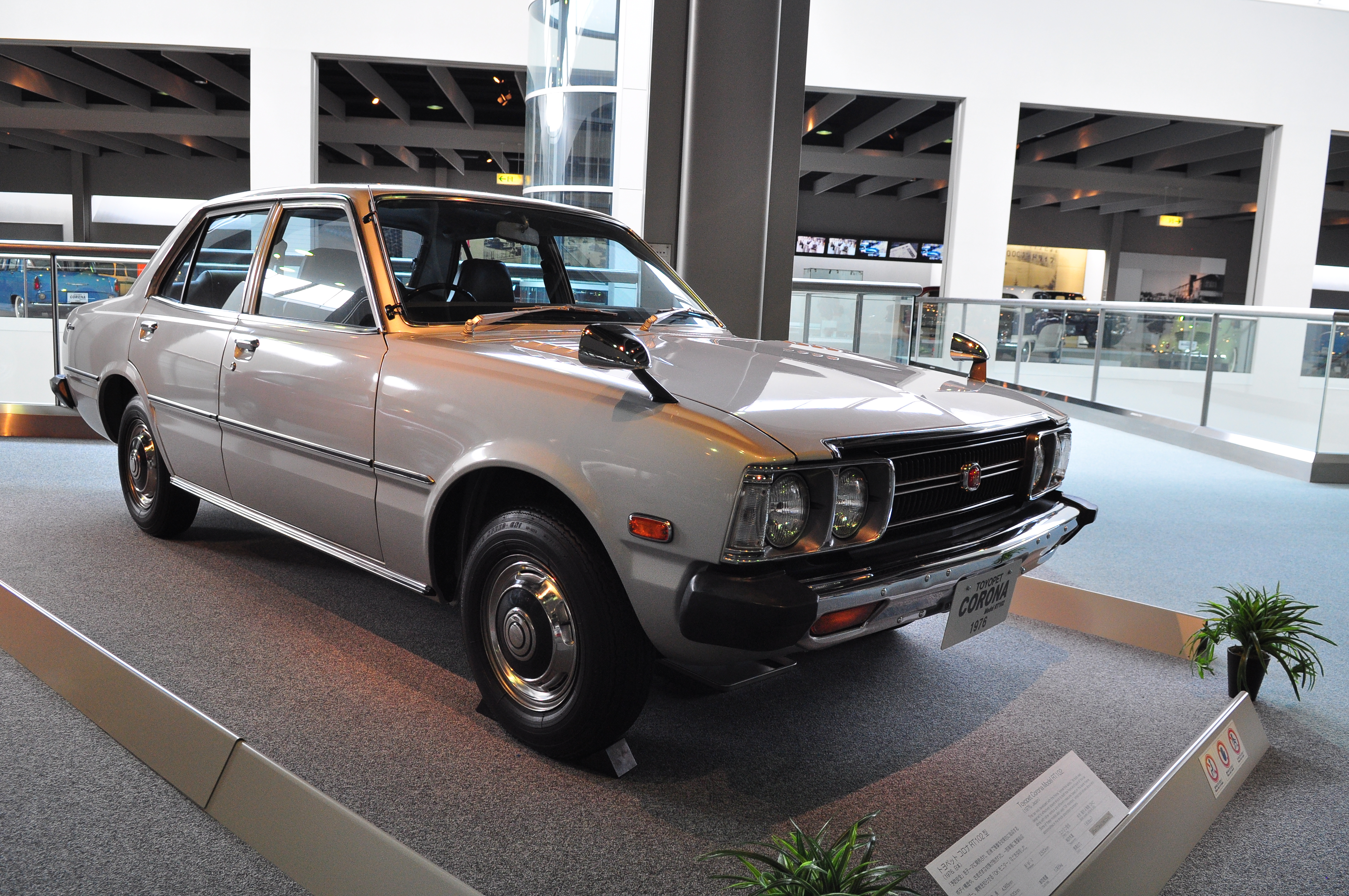
Toyota Corona (T100)
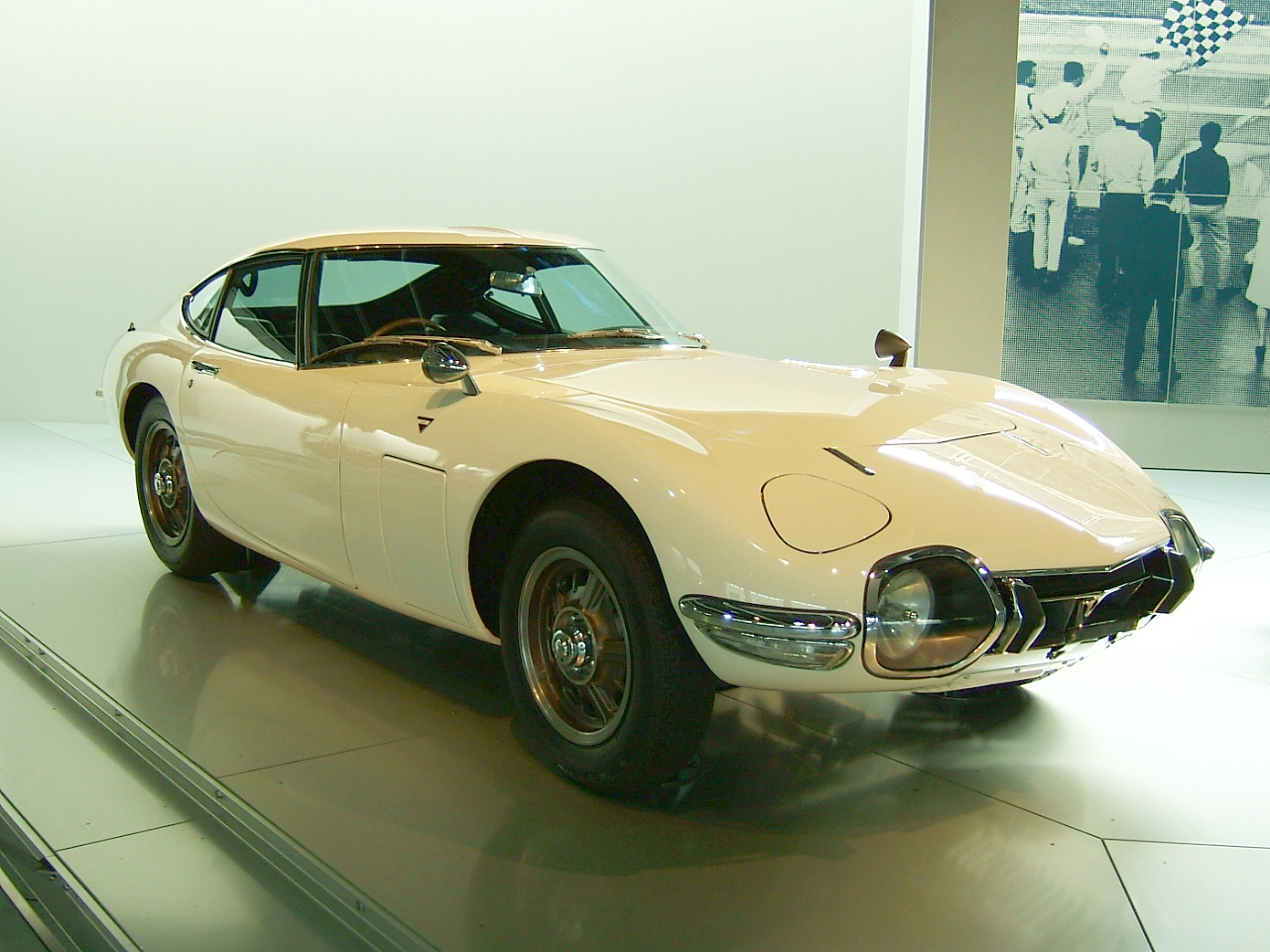
2000GT
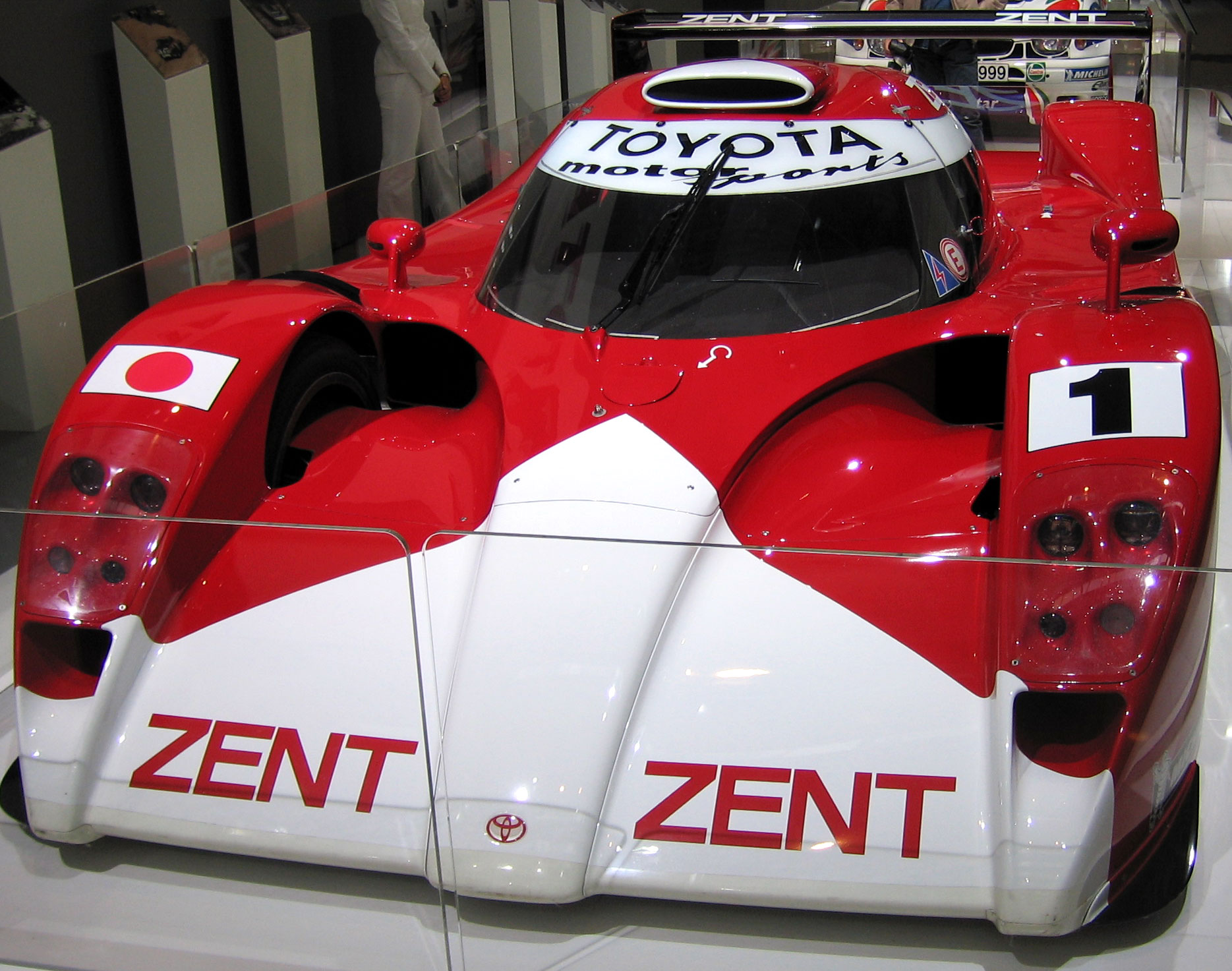
Toyota GT One
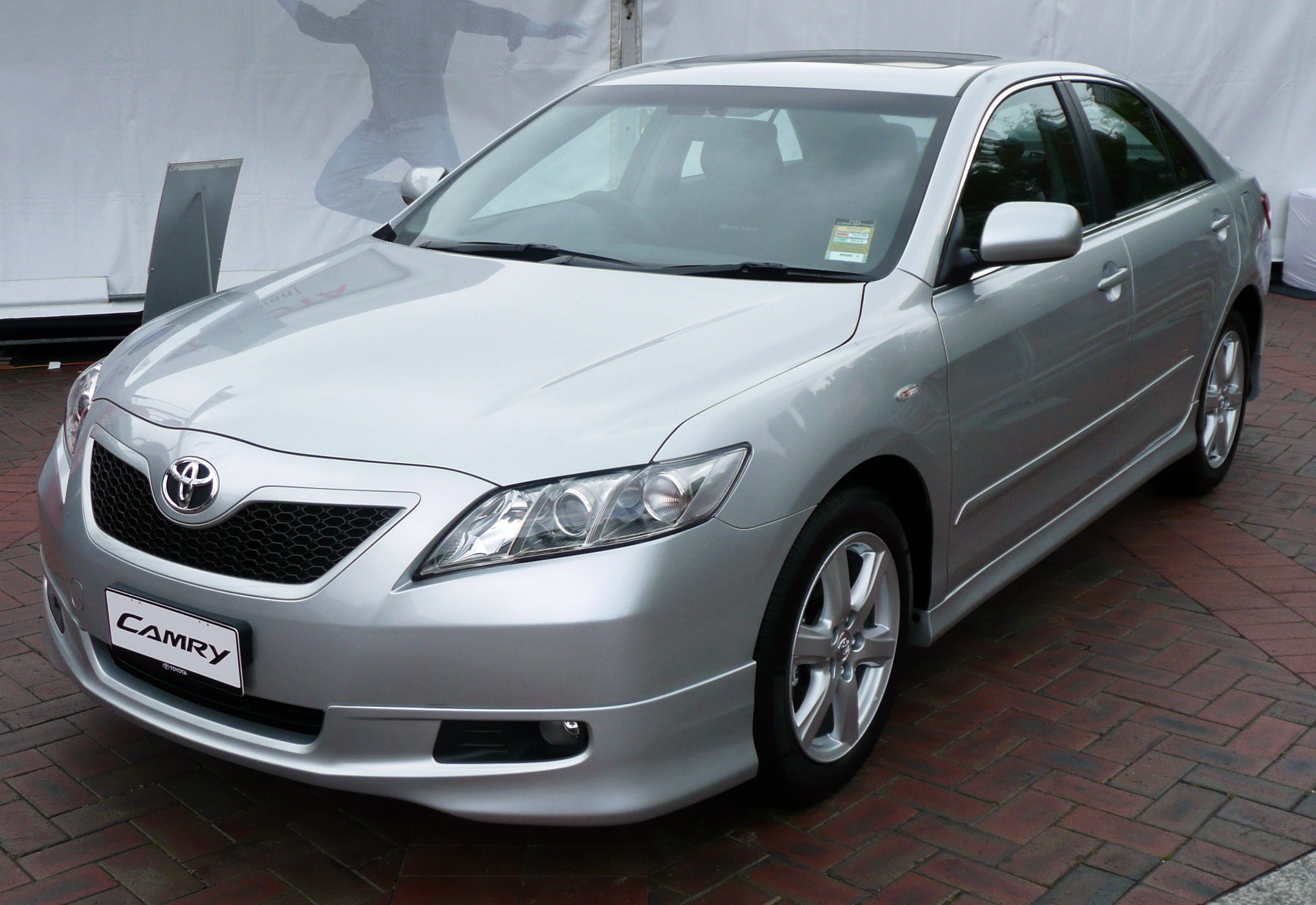
Toyota Camry

Конкуренция
Главным конкурентом компании Toyota в мире является концерн Volkswagen, имеющий сопоставимый объём производства и продаж автомобилей.

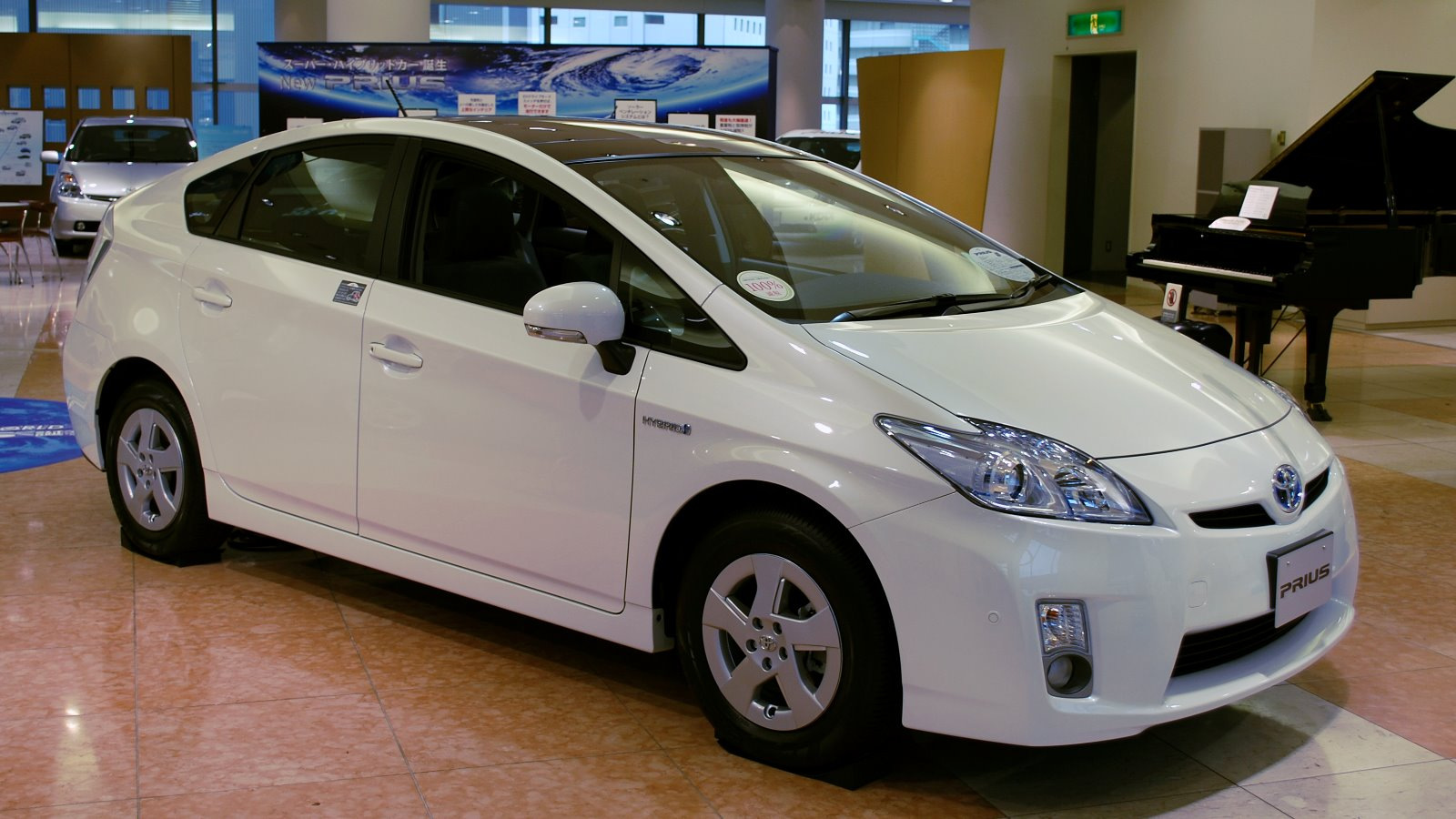
Toyota Prius

### Toyota в России
В России на 2011 год интересы компании представляют две дочерних компании:
- ООО «Тойота Мотор» (англ. Toyota Motor) — отвечает за реализацию автомобилей; главный офис в Москве;
- ООО «Тойота Мотор Мануфэкчуринг Россия» (англ. Toyota Motor Manufacturing Russia) — отвечает за производство автомобилей в России; главный офис в Санкт-Петербурге.

В конце 2013 года произошло слияние ООО «Тойота Мотор» и ООО «Тойота Мотор Мануфэкчуринг Россия» в объединённую компанию ООО «Тойота Мотор»; завод в Шушарах получил статус филиала.
Генеральный директор ООО «Тойота Мотор Мануфэкчуринг Россия»:
- 2005—2008 годы — Масааки Мидзукава[33];
- 2008—2011 годы — Мицуаки Сугимори;
- с начала 2011—2013 — Ёсинори Мацунага.

C 1 января 2022 года российское подразделение «Тойота Мотор» возглавляет Ёсиаки Ито.

#### Продажа автомобилей в России

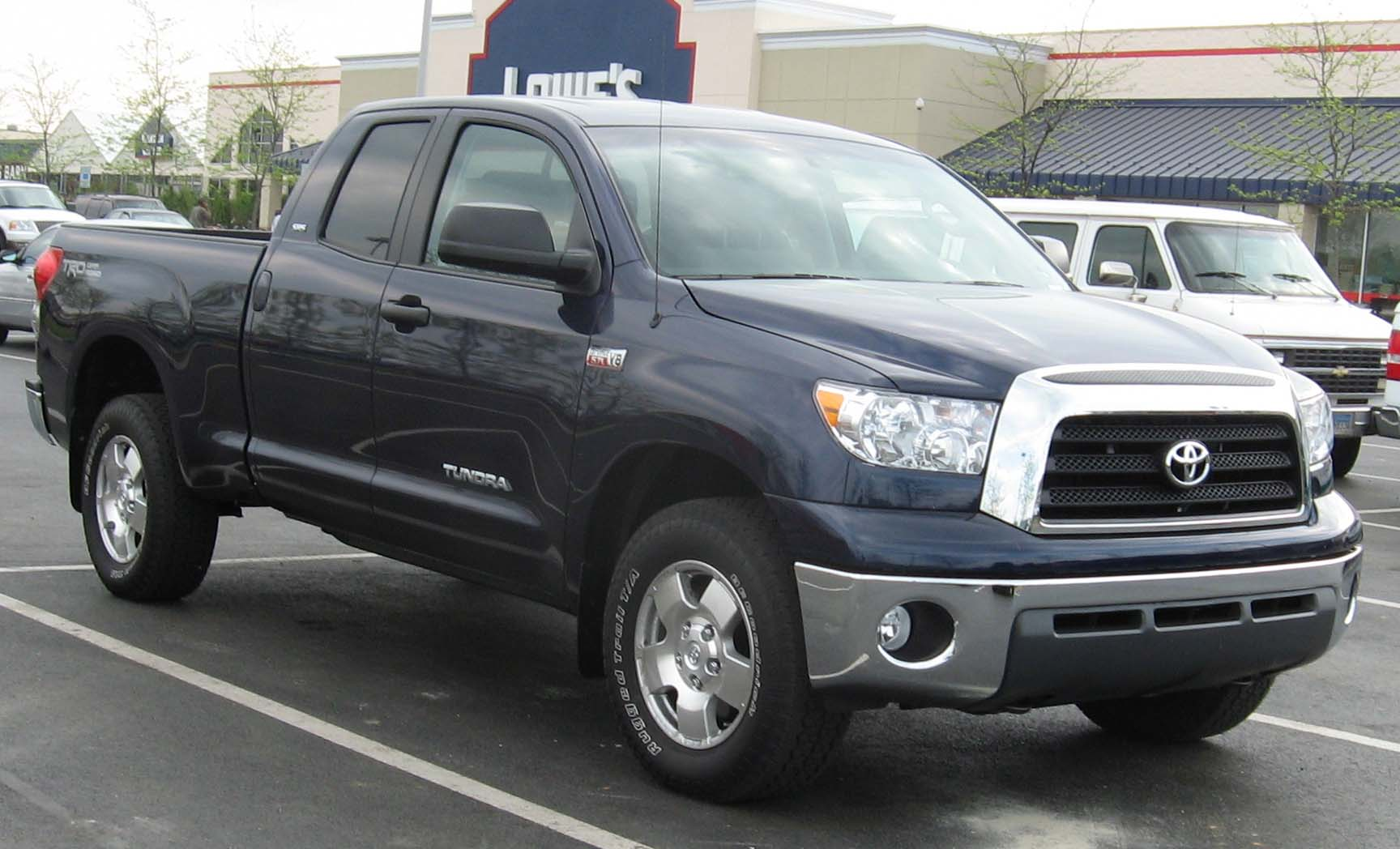
2007 Tundra

В 1998 году компания открыла московское представительство Toyota Motor Corporation. Затем, в связи с динамичным развитием автомобильного рынка, было принято решение о создании национальной компании по маркетингу и продажам ООО «Тойота Мотор». 1 апреля 2002 года ООО «Тойота Мотор» начало своё функционирование на территории России. Президенты ООО «Тойота Мотор»:
- 2004—2009 — Томоаки Ниситани;
- 2009—2015 — Такэси Исогая.
- 2015—2018 — Хидэнори Одзаки
- 2018—2022 — Сюдзи Суга
- с января 2022 — Ёсиаки Ито

В 2007 году в России начало функционировать ЗАО «Тойота Банк», имеющее представительства в Москве и Санкт-Петербурге. Специализация банка — розничное автокредитование и корпоративное кредитование официальных дилеров автомобилей Toyota и Lexus. Концерн Toyota, по собственным данным, стал первым международным автопроизводителем, открывшим свой банк в России.
В 2015 году Toyota стала первым японским брендом на российском рынке, реализовав через официальных дилеров и уполномоченных партнёров Тойота в России 98’149 автомобилей.
Самые популярные модели компании на российском рынке: Toyota Camry, RAV4, Land Cruiser Prado и Land Cruiser 200.
Toyota Land Cruiser 200 занимает первое место по популярности на российском рынке в сегменте премиальных полноразмерных внедорожников: доля в сегменте около 45 %.
В январе 2021 года Toyota объявила, что отзывает в России 82,4 тыс. автомобилей. Отзыв коснулся внедорожников Lexus LX570 и Toyota Land Cruiser 200, проданных с 31 января 2013 года по январь 2021 года.

#### Завод в Санкт-Петербурге
В апреле 2005 года Toyota подписала соглашение с Минэкономразвития России и администрацией Санкт-Петербурга о строительстве в посёлке Шушары автосборочного завода. Производство было открыто 21 декабря 2007 года; на этапе открытия мощность завода составляла 20 тысяч автомобилей Toyota Camry в год. Объём инвестиций в проект расценивается на уровне около 150 млн долларов. На январь 2018 года суммарные инвестиции оцениваются в 27,5 млрд рублей.
Локализация первого этапа включала сварку и окраску кузовов. В 2014 году локализация расширена, включая штамповку кузова и литье пластмассовых деталей. В 2015 году мощность завода увеличена до 100 тысяч машин в год. На 2017 год локализация составила 30 %. На 2019 год в производстве Toyota Camry и Toyota RAV4 (с 2016 года).
В 2017 году выпущено 66 684 автомобиля, работает 2 400 человек. В 2011 году собрано 14131 автомобилей. В 2008 году выпущено 6 393 автомобиля.
Директор филиала ООО «Тойота Мотор» в Санкт-Петербурге:
- 2014—2016 годы — Ёсинори Мацунага
- с 2017 — Исида Масаси

#### Соллерс-Буссан
В 2011 году компания огласила свои планы по производству Toyota Land Cruiser Prado на Дальнем Востоке на совместном предприятии с Sollers и Mitsui. Сборка велась с 2013 по 2015 годы на заводе Соллерс-Буссан во Владивостоке. В 2018 году компания заявила что не планирует возобновлять производство Land Cruiser Prado в России.

#### Приостановка деятельности
1 марта 2022 года компания объявила о приостановке бизнеса в России в связи с военным вторжением на Украину, включая как производство и поставки новых автомобилей, так и поставки запчастей. 7 марта все 26 японских сотрудников, работавших в России, были отозваны в Японию.

## Автомобили

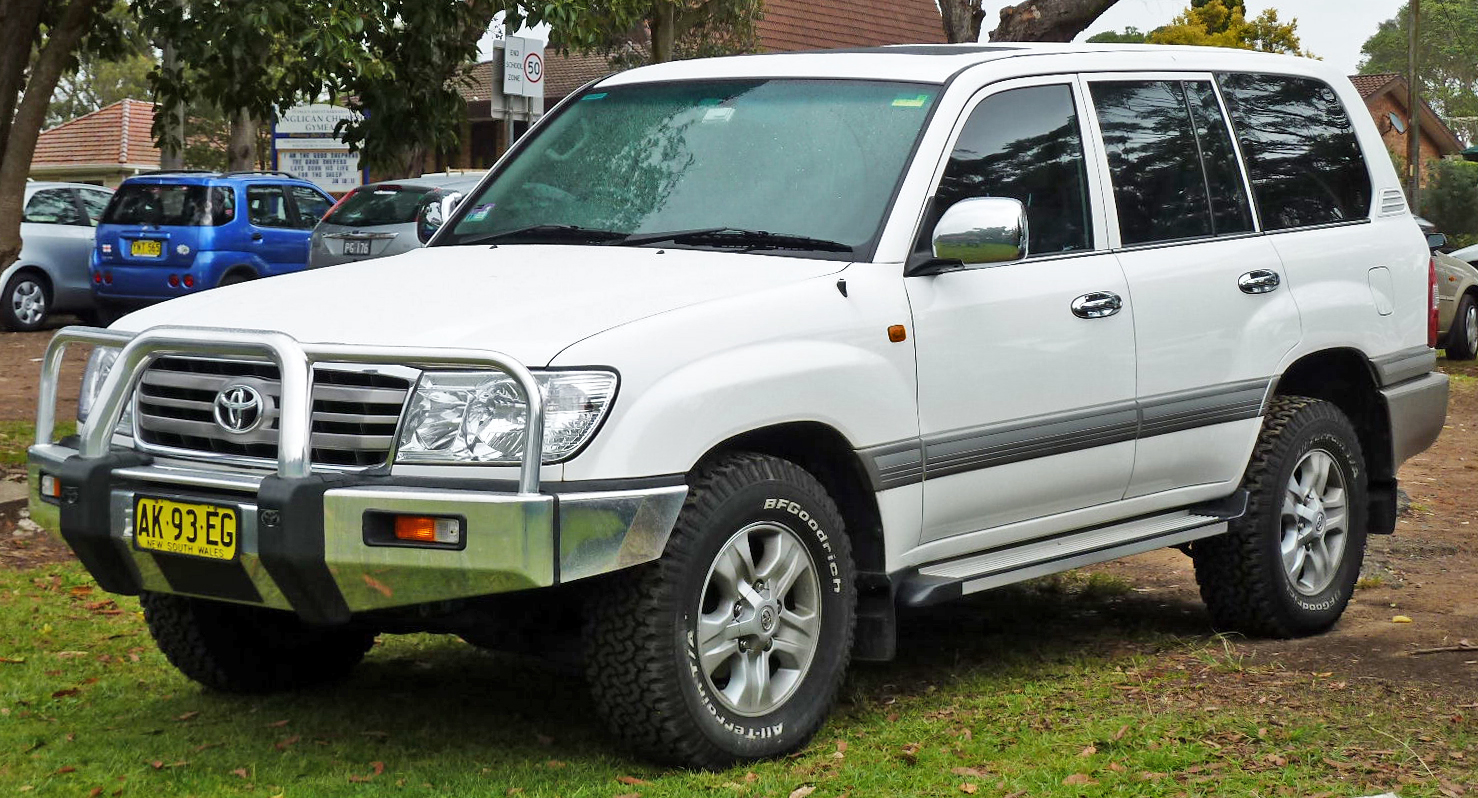
Toyota Land Cruiser (UZJ100R, Австралия)

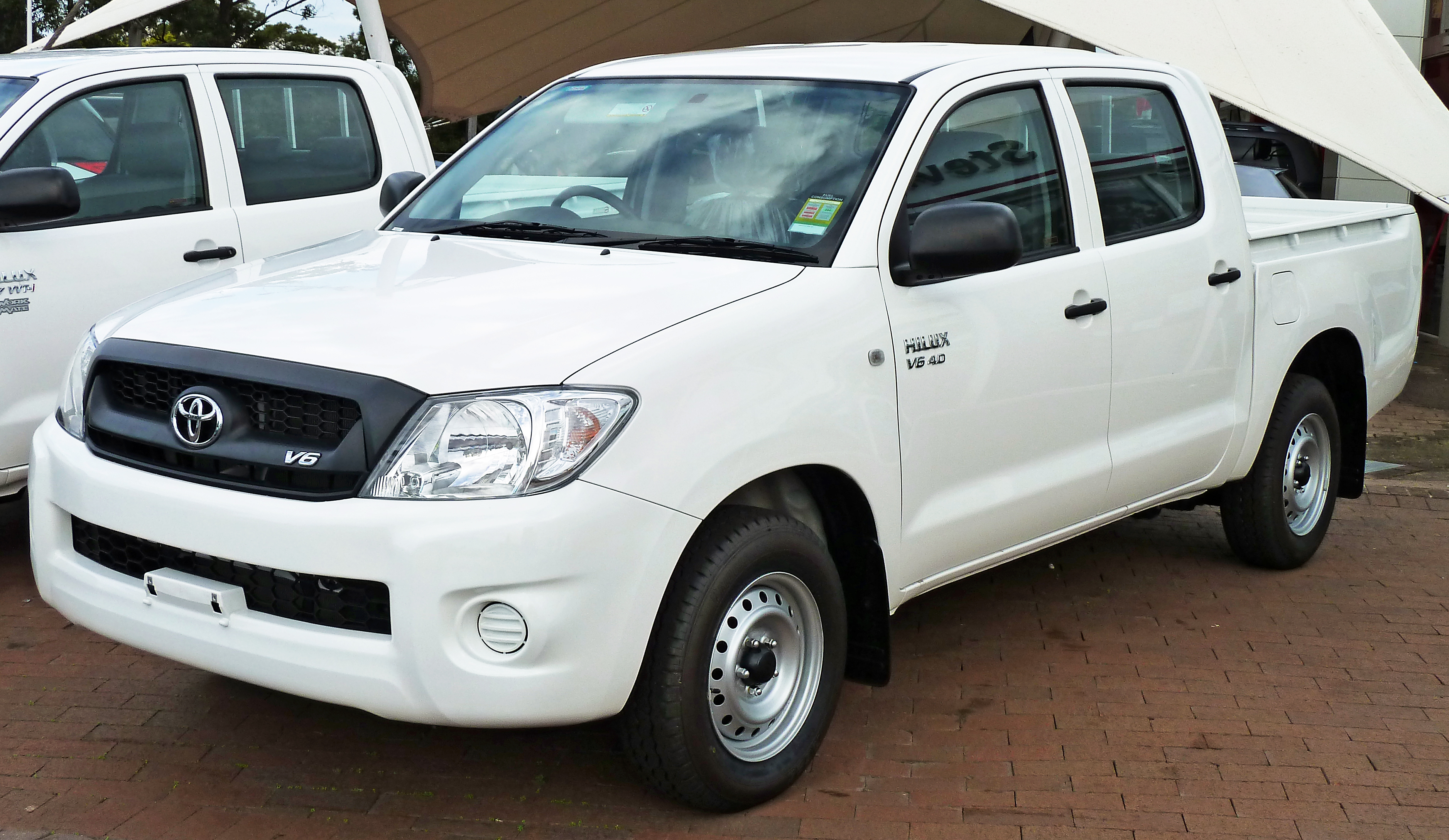
Toyota HiLux (GGN15R MY10, Австралия)

По состоянию на 2009 год, официальный список автомобилей Toyota насчитывает около 70 разных моделей, продаваемых под собственным брендом, включая седаны, купе, минивэны, пикапы, гибриды и кроссоверы. Многие из этих моделей выпускаются как легковые седаны, которые варьируются от субкомпактного Toyota Vitz/Yaris и компактного Corolla, до среднеразмерного Camry и полноразмерного Avalon. Минивэны представлены моделями Previa/Estima, Sienna и другими. Несколько компактных автомобилей, таких как xB и tC, продаются под брендом Scion.

### ВнедорожникиSUVикроссоверы

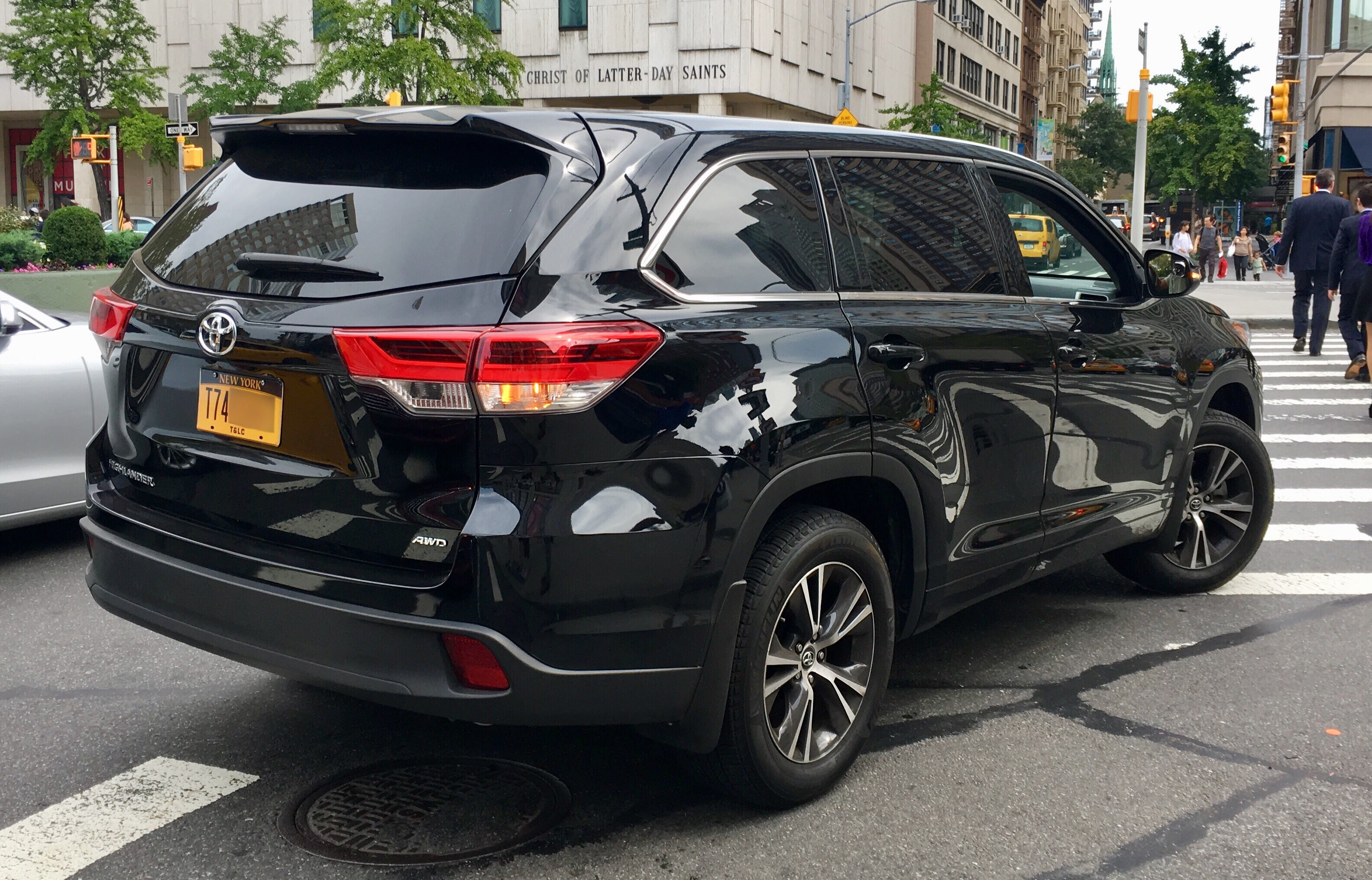
Highlander (2017—)

Кроссоверы от Toyota выстраиваются от компактных Matrix и RAV4, до среднеразмерных Venza и Kluger/Highlander. Внедорожники SUV — от среднего 4Runner до полноразмерного Land Cruiser. К другим внедорожникам относятся Prado, FJ Cruiser, Fortuner и Sequoia.
В феврале 2019 года Toyota представила дизайн и параметры нового внедорожника Toyota Sequoia. Известно, что это будет автомобиль с системой полного привода, шестиступенчатой автоматической трансмиссией и бензиновым двигателем, объёмом 5,7 литров и мощностью порядка 367 л. с.

### Пикапы
Toyota впервые вышла на рынок пикапов в 1947 году с моделью SB, которая продавалась только в Японии и на некоторых азиатских рынках. За ним, в 1954 году последовал RK (переименованный в 1959 году как Stout) и в 1968 году компактный Hilux. В дальнейшем, Hilux (известный на некоторых рынках просто как Pickup) прославился чрезвычайной прочностью и надежностью, и многие из этих пикапов ещё с конца 1970-х годов по сей день передвигаются по дорогам, некоторые с пробегом более чем в 300 000 миль (480 000 км). В конечном итоге появились версии с расширенной и двойной кабинами, Toyota продолжает выпускать пикапы сегодня под разными названиями в зависимости от рынка.
Придя к успеху в классе компактных пикапов в США, Toyota решила войти в традиционный рынок полноразмерных пикапов, представив T100, выпускавшийся с 1993 по 1998 годы. Несмотря на длину кузова в 8 футов (2,4 метра), подвеска и характеристики двигателя все ещё были похожи на компактный пикап. Он оказался экономичным и надежным, как любой типичный пикап Toyota, но его продажи не росли.
В 1999 году Toyota сменила T100 на большую модель Tundra. Tundra получила также двигатель V8, чего на предшественнике не было. Все минусы, присутствующие в этом автомобиле, и указанные критиками, были исправлены во втором поколении в 2007 году. Автомобили Tundra собирались американском Сан-Антонио, штат Техас.
Вне США, Toyota выпускает Hilux в стандартном и двух-кабинном кузовах, с бензиновыми и дизельными двигателями, в версиях 2WD и 4WD. Телешоу Top Gear выпустило два эпизода с автомобилем Hilux, признав его «практически неуязвимым».

### Автомобили класса «премиум»
По состоянию на 2009 год, компания продавала девять представительских фирменных моделей своего подразделения Lexus, варьировавшихся от седана LS до кроссовера RX и внедорожника LX. Представительские седаны, выпускаемые под брендом Toyota включают модели Century, Crown и Crown Majesta. Ограниченной серией выпускается модель для Императора Японии, которая называется Century Royal.

### Военная техника
В годы Второй мировой войны «Тойота» выпускала сухопутные и амфибийные военные грузовики (KC и KCY) и вездеходы-амфибии Су-Ки. В годы Корейской войны она выпускала военные автомобили для Вооружённых сил США и войск ООН. В последующие годы компания производила для военных нужд специально оборудованные версии гражданских внедорожников, таких как Hilux и Land Cruiser.

### Беспилотные автомобили
Компания Toyota в августе 2017 года объявила, что первые беспилотные автомобили бренда будут представлены в 2020 году во время Олимпийских игр в Токио.

### Планетоход
В 2019 году компания представила проект беспилотного планетохода, на котором астронавты смогут передвигаться по Луне без использования скафандров.

## Экологичные технологии

### Гибридные технологии

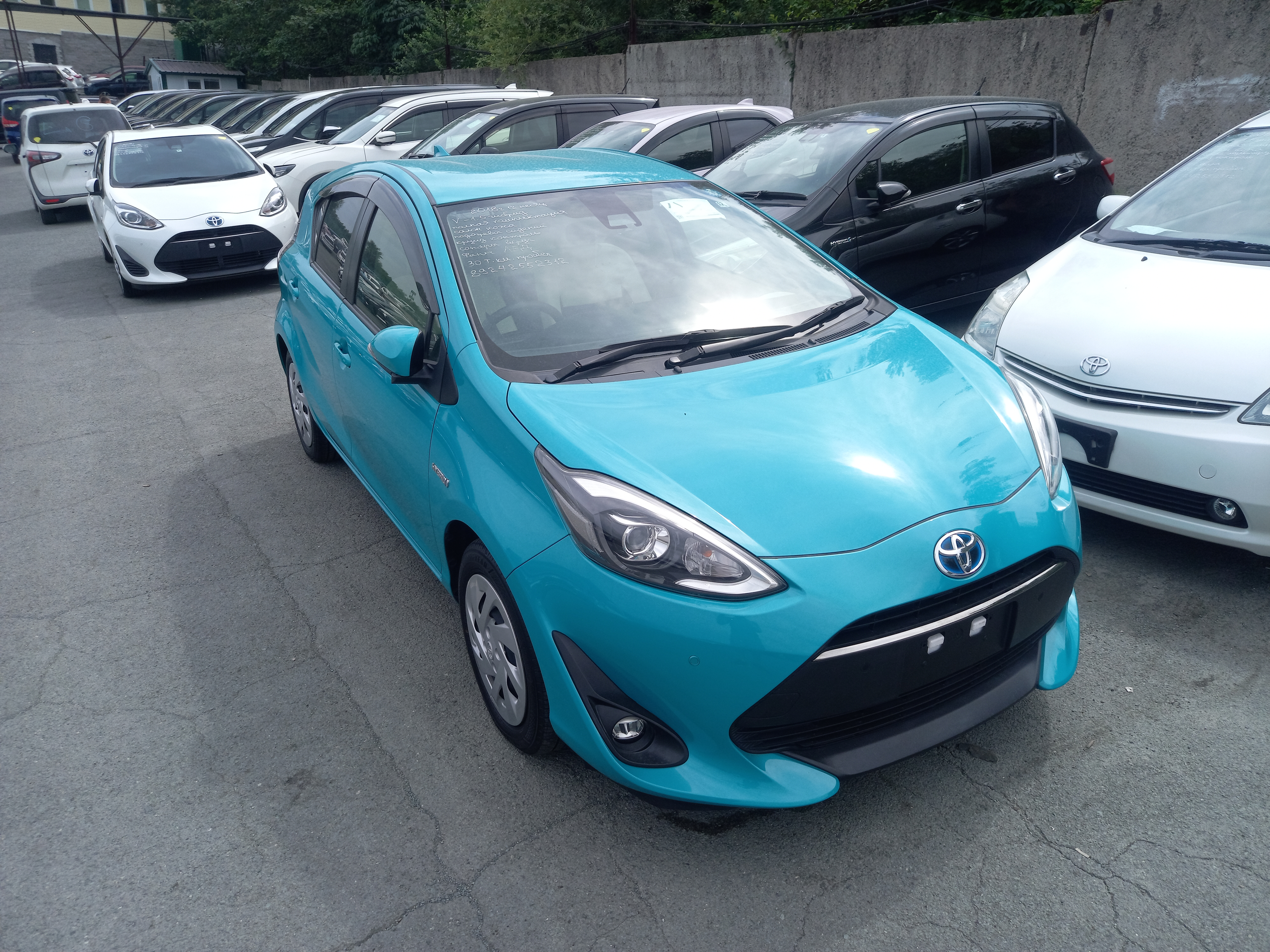
Toyota Aqua Hybrid

Toyota Motor с 1997 года активно продвигает гибридные технологии на автомобильный рынок и является первой компанией, начавшей массовое производство и продажу гибридных автомобилей (Toyota Prius). Позднее компания стала комплектовать гибридной силовой установкой модели Camry, а позже и Lexus. Компания назвала собственную гибридную технологию «Hybrid Synergy Drive», а для линии Lexus это название звучит как «Lexus Hybrid Drive». Модель Prius стала самой продаваемой в США. Тойота сейчас имеет три линии гибридных авто, основанных на системе «Hybrid Synergy Drive»: Prius, Highlander и Camry. Популярный минивэн Toyota Sienna в гибридной версии планируется к выпуску в 2010 году, а к 2030 году компания планирует перевести на «Hybrid Synergy Drive» всю линейку своей продукции.
К 28 февраля 2011 года компания продала 3,03 млн гибридных автомобилей.
В ноябре 2013 года на Токийском автосалоне компанией Тойота впервые был представлен публике автомобиль марки Toyota Mirai — водородный гибридный автомобиль на топливных элементах.

### Электромобили
После того, как компания General Motors заявила о своих планах по созданию электромобиля Chevrolet Volt, Toyota Motor заявила о своём намерении начать разработку аналога. Сейчас[уточнить] компания испытывает «Toyota Plug-in HV» в Японии, США и Европе. Аналогично Chevrolet Volt, эта модель основана на аккумуляторе типа Li-ion. Считается, что электромобиль менее пагубно влияет на окружающую среду, нежели автомобили на гибридном двигателе.

## Toyota в автоспорте

### Ралли

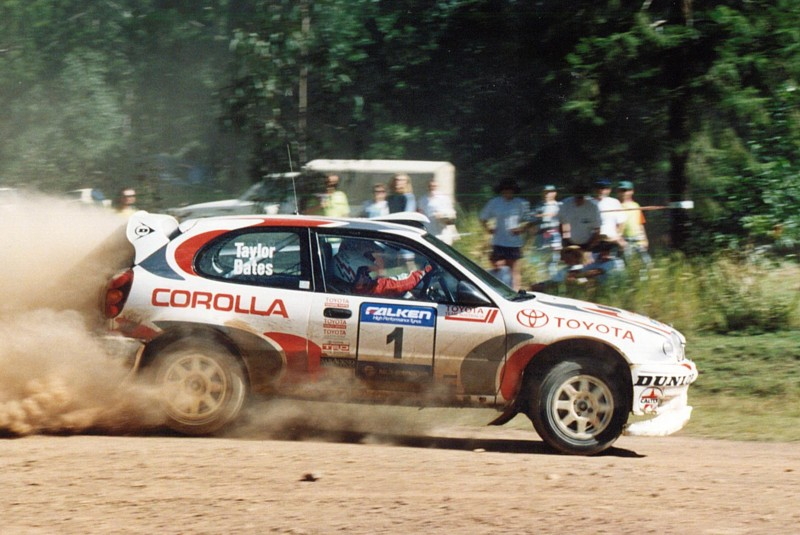
Нил Бейтс на автомобиле Toyota Corolla WRC на ралли Квинсленда, 1998

Автомобили Toyota дебютировали в большом автоспорте в конце 1972 года, когда шведский гонщик, Уве Андерссон, создатель компании Andersson Motorsport (вскоре превратившейся в Toyota Team Europe), впервые стартовал на заводской Toyota Celica в британском RAC Rally. Уже в 1973 году Вальтер Бойс выиграл несколько ралли-гонок на модели Toyota Corolla, в том числе на этапе чемпионата мира в Ралли США, но он выступал на частной машине. А первая по-настоящему значимая победа заводской команды в международном автоспорте состоялась в 1975 году на ралли 1000 озёр в Финляндии, когда Ханну Миккола и его штурман Атсо Ахо выиграли этап чемпионата мира, также на модели Toyota Corolla. В 1993 году Toyota купила раллийную команду Андерссона, назвав её Toyota Motorsport GmbH.
В 1995 году произошёл скандал, закончившийся дисквалификацией команды на 12 месяцев. На ралли Каталонии специалистами FIA были обнаружены запрещённые изменения системы турбонаддува. Президент FIA, Макс Мосли говорил об изменениях: «самое сложное устройство, что я видел за 30 лет в автоспорте».
После некоторых успехов команды в 1997 году, в конце сезона 1999 года Toyota решила оставить автоспорт, сказав что «всё, что можно было достичь, было достигнуто». В марте 2007 года Toyota выпустила автомобиль в категории Super 2000 на основе Toyota Corolla, который участвует в Австралийском чемпионате по ралли.

### Формула 1 (F1)

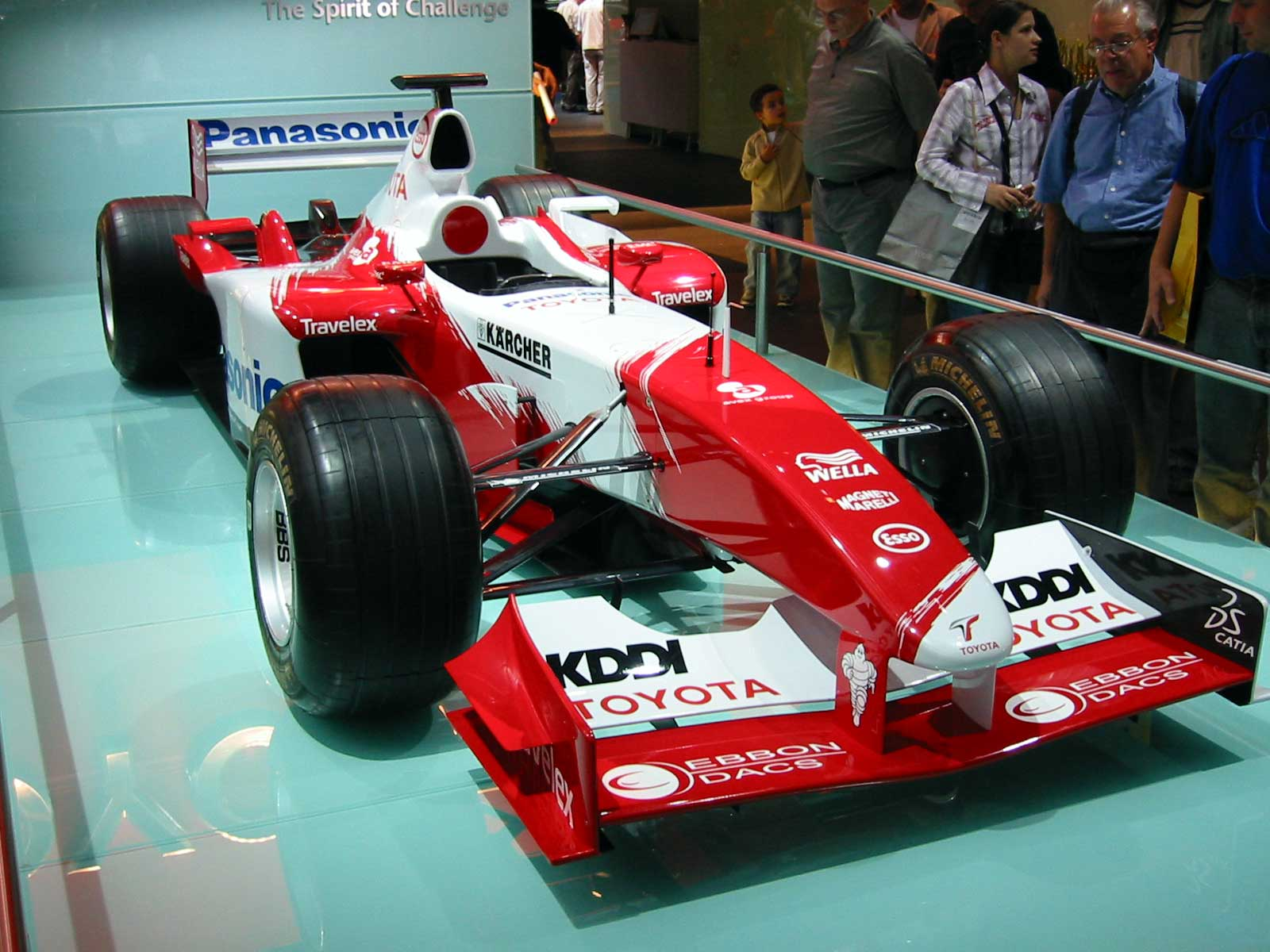
Toyota F1 2003

В 2002 году Toyota начала участвовать в гонках Формулы 1 с Toyota Team Europe, базирующейся в Кёльне, Германия. Несмотря на огромный бюджет, команда не показывала тех результатов, которые от неё ждали болельщики.
В 2004 году был нанят проектировщик Майк Гаскойн. Но из-за невысоких результатов и разногласий с управлением по мнению о том, как команда должна прогрессировать, он был освобождён от своего контракта в середине сезона 2006.
С 2007 года Toyota поставляет свои двигатели команде Williams.
В 2009 году, последнем сезоне для команды, пилотами были Ярно Трулли и Тимо Глок. А уже 4 ноября Toyota объявила о своём уходе из Формулы 1.

## Toyota Racing Development (TRD)
7 июня 1954 года была организована компания Toyota Technocraft Co., Ltd., задачей которой стали ремонт и обслуживание автомобилей головной компании концерна. Для успешного участия заводских автомобилей Toyota в различных соревнованиях из Toyota Technocraft выделили автоспортивное подразделение Toyota Racing Development, в настоящее время относящееся к разряду тюнинг-ателье. В 1979 году было открыто подразделение TRD USA.
Первой серьёзной работой мастеров TRD стала подготовка заводской команды (фактически, постройка болидов) к японской серии гонок Формула-3. Также доработанные в подразделении Toyota Racing Development кузовные авто для национального чемпионата Super GT. К наиболее интересным работам ателье для частных клиентов последних лет стали ограниченные серии малолитражных Toyota ist, Toyota Vitz и Toyota bB 2002 года и особая линейка внедорожников Toyota FJ Cruiser. Также мастерам подразделения Toyota Racing Development принадлежит авторство всех трёх поколений модификаций GT-Four для Toyota Celica.

## Выявленный брак
В июле 2023 года автопроизводитель начал отзывать автомобили Toyota и Lexus по всему миру, неисправность обнаружили в жгуте проводки между рулевым колесом и водительской подушкой безопасности.

## Скандалы
В ноябре 2019 года компанию признали виновной в самоубийстве одного из сотрудников. Специальная трудовая надзорная комиссия пришла к выводу, что причиной самоубийства 28-летнего дизайнера авто в штаб-квартире компании в городе Тойота в 2017-м году, стали постоянные унижения и давление со стороны одного из начальников.